# Agonum ferreum
Agonum ferreum är en skalbaggsart som beskrevs av Samuel Stehman Haldeman. Agonum ferreum ingår i släktet Agonum och familjen jordlöpare. Inga underarter finns listade i Catalogue of Life.